# Bandung (Kutoarjo)
Bandung is een bestuurslaag in het regentschap Purworejo van de provincie Midden-Java, Indonesië. Bandung telt 2269 inwoners (volkstelling 2010).